# ラウンジ・リザーズ
ラウンジ・リザーズ（The Lounge Lizards）は、1978年にサックス奏者のジョン・ルーリーと彼の兄弟でピアニストのエヴァン・ルーリーによって結成された、さまざまなジャンルを取り込んだ音楽グループ。当初、遊びごころや皮肉たっぷりなジャズを演奏することで知られたラウンジ・リザーズは、最終的にジョン・ルーリーの洗練された作品を発表するグループになっていった。その音楽性は、ジャズに限らず他の多くのジャンルにまたがっている。ニューヨークを拠点とする多くの一流ミュージシャンがこのグループのメンバーとなったが、彼らは1998年頃まで固定メンバーであるルーリー兄弟と共に活動していた。
グループの名前はアメリカのスラングから借りたもの。「ラウンジ・リザード（休憩所のトカゲ）」は、お金を出してくれそうな富裕層の女性を見つけるために、めかしこみ、バーやホテルをぶらぶらする女たらしを指す。

## 略歴
結成時のバンドは、ジョン・ルーリーとエヴァン・ルーリー、ギタリストのアート・リンゼイ、ベーシストのスティーヴ・ピッコロ、パーカッションのアントン・フィアーで構成されていた。彼らは1981年にEGレコードからセルフ・タイトルのアルバムをリリースした。アルバムには2曲のセロニアス・モンクのカバーが含まれていたが、ある評論家は「バンドの音楽を実際に聴いてみると前述の2曲のモンクのカバーは実に奇妙な選択に思えます。オーネット・コールマンやサン・ラのような音響実験家と呼べる人たちの方に共通点があるように感じるからです」と指摘した。
1980年代半ばまでには、ベースのエリック・サンコ、トロンボーン奏者のカーティス・フォークス、ギタリストのマーク・リボー、サックス奏者のロイ・ネイザンソン、そしてパーカッション奏者のダギー・バウンとE・J・ロドリゲスが新しいラインナップに加わった。このグループはさまざまなライブ・アルバムやスタジオ・アルバムを録音し、ジョン・ルーリーによるますます洗練され、幾重ものレイヤーにかけられた作品を発表した。
1998年、バンドはジョン・ルーリーのStrange and Beautiful Musicレーベルで『Queen of All Ears』をリリースし、スティーヴン・バーンスタイン、マイケル・ブレイク、オーレン・ブロードウ、デヴィッド・トロンゾ、カルヴィン・ウェストン、ビリー・マーティンが参加した。「リザーズの音楽はジャズではない」と『ジャズタイムズ (JazzTimes)』誌のFred Bouchardは言った。「知的でリズミカルにして、調和的で面白く（言い換えれば、どちらもロック的ではない）、そして物凄くヒップな演奏にもかかわらず、スタイル的な先入観を超えて、ほとんど無垢で直接的なものになっている」。
近年、ラウンジ・リザーズの活動は低下している。ジョン・ルーリーは絵画に専念しており、エヴァン・ルーリーはさまざまな音楽ジャンルを寄せ集めた子供向けのショー番組「Sing×3♪ぼくら、バックヤーディガンズ!」に取り組んでいる。

## メンバー
- ジョン・ルーリー (John Lurie) - アルト・サックス、ソプラノ・サックス
- エヴァン・ルーリー (Evan Lurie) - ピアノ、オルガン
- アート・リンゼイ (Arto Lindsay) - ギター
- スティーヴ・ピッコロ (Steve Piccolo) - ベース
- アントン・フィアー (Anton Fier) - ドラム
- ダナ・ヴルチェク (Dana Vlcek) - ギター
- ダニー・ローゼン (Danny Rosen) - ギター
- ピーター・ズモ (Peter Zummo) - トロンボーン
- トニー・ガルニエ (Tony Garnier) - ベース
- ダギー・バウン (Dougie Bowne) - ドラム
- ロイ・ネイザンソン (Roy Nathanson) - サックス
- カーティス・フォークス (Curtis Fowlkes) - トロンボーン
- マーク・リボー (Marc Ribot) - ギター、トランペット、Ebホーン
- エリック・サンコ (Erik Sanko) - ベース
- E・J・ロドリゲス (E.J. Rodriguez) - パーカッション
- ブランドン・ロス (Brandon Ross) - ギター
- アル・マクダウェル (Al MacDowell) - ベース
- カルヴィン・ウェストン (Calvin Weston) - ドラム
- マイケル・ブレイク (Michael Blake) - サックス
- スティーヴン・バーンスタイン (Steven Bernstein) - トランペット
- ビリー・マーティン (Billy Martin) - パーカッション
- ジェーン・スカルパントーニ  (Jane Scarpantoni) - チェロ
- ブライアン・キャロット (Bryan Carrott) - マリンバ、ヴィブラフォン
- ミッシェル・ナヴァジオ (Michele Navazio) - ギター
- オーレン・ブロードウ (Oren Bloedow) - ベース
- デヴィッド・トロンゾ (David Tronzo) - ギター
- ベン・ペロウスキー (Ben Perowsky) - パーカッション
- トニー・シェール (Tony Scherr) - ベース
- ダグ・ウィーゼルマン (Doug Wieselman) - ギター、クラリネット
- マウロ・レフォスコ (Mauro Refosco) - パーカッション
- ジョン・メデスキ (John Medeski) - オルガン
- ケニー・ウォルセン (Kenny Wollesen) - ドラム
- ジェイミー・スコット (Jaime Scott) - ギター
- ダニー・ブルーム (Danny Blume) - ギター
- クラーク・ゲイトン (Clark Gayton) - トロンボーン

## ディスコグラフィ

### スタジオ・アルバム
- 『ザ・ラウンジ・リザーズ』 - The Lounge Lizards (1981年)
- 『ノー・ペイン・フォー・ケークス』 - No Pain for Cakes (1987年)
- 『ヴォイス・オブ・チャンク』 - Voice of Chunk (1988年)
- Queen of all Ears (1998年)

### ライブ・アルバム
- Live from the Drunken Boat (1983年)
- 『LIVE '79～'81』 - Live 79-81 (1985年)
- 『ビッグ・ハート (ライブ・イン・東京)』 - Big Heart: Live in Tokyo (1986年)
- 『ライヴ・イン・ベルリンVol.1』 - Live in Berlin, Vol. 1 (1993年)
- 『ライヴ・イン・ベルリンVol.2』 - Live in Berlin, Vol. 2 (1993年)